# Aiguille de Bionnassay
L'aiguille de Bionnassay és una muntanya del massís del Mont Blanc, als Alps, de 4.052 msnm.

## Geografia
El cim es troba a la línia fronterera entre el departament de l'alta Savoia a la regió de Roine-Alps a França, i la regió autònoma de la vall d'Aosta a Itàlia. El punt culminant dista uns quatre quilòmetres a l'oest del cim del Mont Blanc.
Per l'est és veïna del dôme du Goûter de 4.304 msnm i situat a 1,8 quilòmetres, i el piton des Italiens de 4.002 msnm. Es connecta amb els seus cims pel coll de Bionassay (3.888 m). La seva prominència és de 164 metres, mesurada respecte d'aquest últim.
L'aresta sud connecta els dômes du Miage mitjançant el coll du Miage (3.367 msnm), on se situa el refugi Durier (3.369 msnm).
L'agulla està envoltada de glaceres per totes bandes. La cara nord està composta principalment per gel i algunes roques emergents, acabant-se a la glacera de Bionnassay, la qual finalitza a la val Montjoie. Aquesta glacera és visible en el curs del trajecte del tramvia del Mont Blanc.
Al sud, en territori italià, hi ha la glacera de Bionnassay italiana, que s'uneix a la glacera del Miage i després acaba el seu curs a val Veny.
Cap al sud-est hi ha la glacera du Dôme, que també s'uneix a la glacera du Miage.
Segons la SOIUSA, l'aiguille de Bionnassay es classifica:
- Gran part: Alps occidentals
- Gran sector: Alps del nord-oest
- Secció: Alps Graies
- Subsecció: Alps del Mont Blanc
- Supergrup: Massís del Mont Blanc
- Grup: Grup del Mont Blanc
- Subgrup: Grup Bionnassay-Goûter
- Codi: I/B-7.V-B.2.a

## Alpinisme

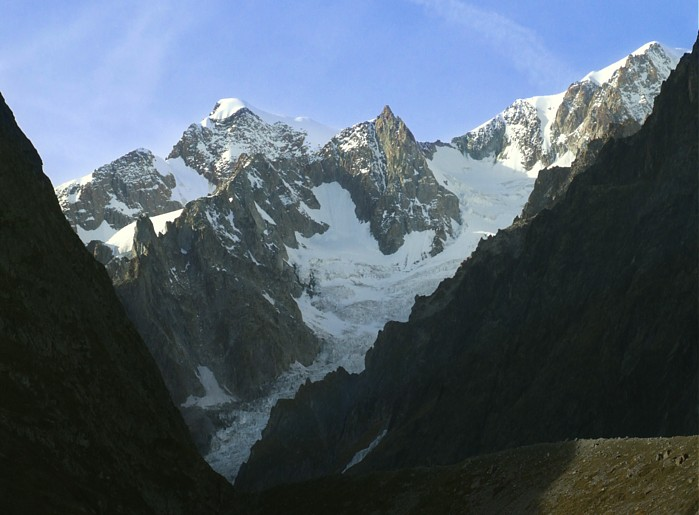
Vessant italià de la val Veny.

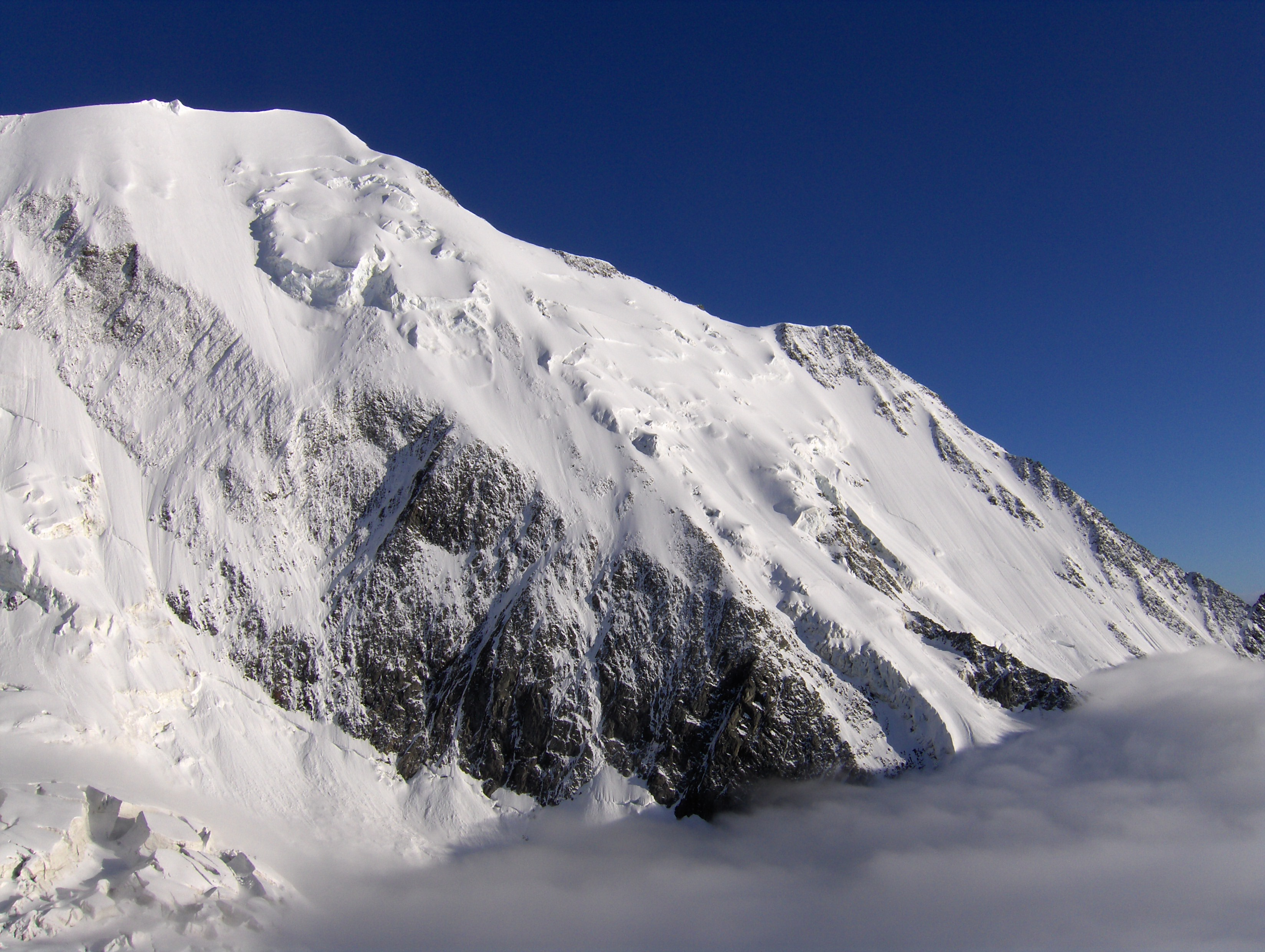
L'aiguille de Bionnassay des del refugi de Tête Rousse

### Història
Fou vençuda per primera vegada el 28 de juliol de 1865 pels anglesos E. N. Buxton, Florence Crauford Grove i Reginald S. McDonald, amb el guies Jean Pierre Cachat i Michel Payot, pel vessant nord-oest.
La primera per l'aresta sud fou conquerida el 13 de juliol de 1888 per G. Gruber amb Kaspar Maurer i Andreas Jaun.
La primera ascensió hivernal va ser assolida el 20 de març de 1929 per Armand Charlet i Roger Frison-Roche, i el mateix dia per H. Hoerlin, Erwin Schneider i H. Schroeder.

### Rutes

#### Via normal o aresta sud
La via d'ascens més fàcil (PD) és la cresta sud, al vessant italià, sortint del refugi Durier (3.369 msnm).

#### Vessant nord-oest
AD amb pendents de 55°. Via clàssica de la primera ascensió. S'inicia al refugi de Tête Rousse (3.167 msnm).

#### Aresta nord-est
PD. Pel vessant italià. Inici al refugi Gonella (3.071 msnm).

#### Encadenament
La via normal actual, per l'aresta sud, molt freqüentada, pot precedir-se de la travessa dels dômes de Miage (amb nit al refugi Durier), i continuar-se fins al Mont Blanc pel piton des Italiens i el dôme du Goûter, seguint fins al mont Maudit i el Mont Blanc du Tacul per arribar a l'aiguille du Midi en l'anomenada «ruta dels tres Mont Blanc»